# Café Puschkin

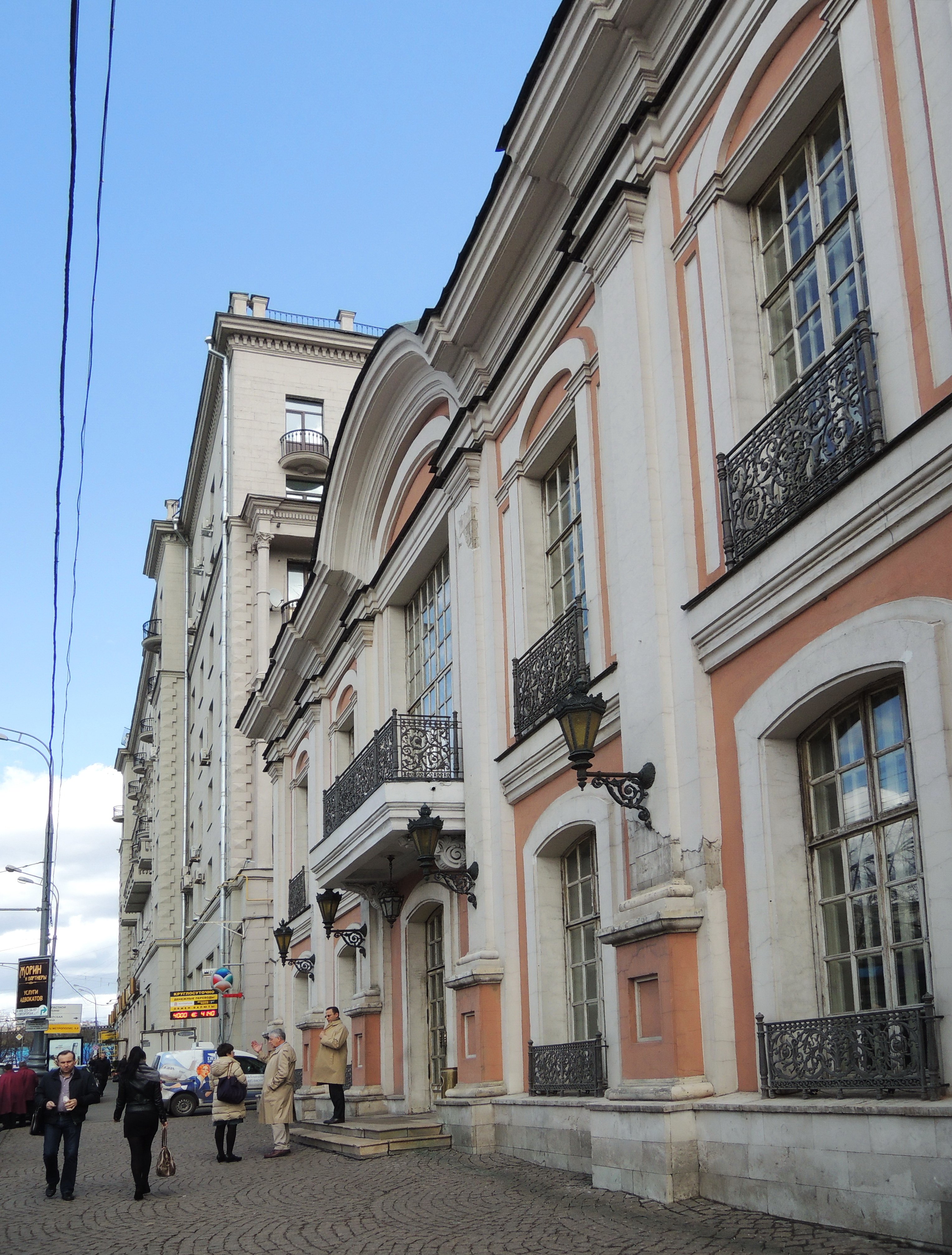
Café Puschkin am Twerkoi Boulevard.

Das Café Puschkin (russisch «Кафе́ Пу́шкинъ», Kafe Puschkin, wiss. Transliteration Kafe Puškinʺ) ist ein russisches Restaurant in Moskau. Es steht am Twerskoi-Boulevard 26a (Тверской бульвар, Twerskoi bulwar) und wurde 1999 von dem Gastronomen Andrei Dellos (russisch Деллос, Андрей Константинович) eröffnet.
Die drei Hauptsäle des Restaurants – die „Apotheke“ («аптека»), die „Bibliothek“ («библиотека») und das „Enntresol“ («антресоль») – befinden sich in einem 1999 errichteten Gebäude. Die Innenräume der Säle sind im Stil des Historismus gestaltet. In der „Bibliothek“ finden sich Veröffentlichungen vom 18. bis zum frühen 20. Jahrhundert.
Die durchschnittliche Rechnung beträgt im Jahr 2020 etwa 3.500 Rubel.

## Geschichte

### Gebäude
Das „Café Puschkin“ sowie das später angeschlossene Restaurant „Turandot“ desselben Besitzers wurden an der Stelle eines abgerissenen Architekturdenkmals errichtet – dem Stadtanwesen von Iwan Nikolajewitsch Rimskij-Korsakow (Иван Николаевич Римский-Корсаков). Rustam Rachmatullin (Рустам Эврикович Рахматуллин) schreibt, dass zur Einrichtung des Restaurants „alle Innenräume entkernt wurden, in einem davon besuchte Alexander Puschkin Rimski-Korsakow“ («все внутренние строения, в одном из которых Римского-Корсакова навещал Александр Пушкин, были снесены»). Moskauer Lokalhistoriker bezeichnen die Geschichte der Umwandlung des Rimski-Korsakow-Hauses in ein glamouröses Restaurant als „eine der beschämendsten Episoden in der Geschichte unserer Stadt in den letzten Jahrzehnten“ («одним из самых позорных эпизодов в истории нашего города за последние десятилетия»).
Die herrschaftlichen Gebäude an dieser Stelle wurden in der ersten Hälfte des 18. Jahrhunderts errichtet. Zu Beginn des 19. Jahrhunderts vereinigte Rimski-Korsakow zwei ihm gehörende benachbarte Häuser in Palaty-Bauweise (Палаты) mit allen darin untergebrachten Räumen und Diensträumen zu einem einzigen architektonischen Ensemble, dessen Fassade auf den neu angelegten Twerskoi-Boulevard zeigte (möglicherweise unter Beteiligung des Architekten Ossip Bowe - Осип Иванович Бове). Nach 1831 wurde das vor dem Brand von Moskau bestehende Siedlungsensemble wiederaufgebaut und entlang der Gasse und des Boulevards durch eine Reihe kleiner Gebäude ergänzt, die mehrere geschlossene Höfe bildeten. Die durchgehende Fassade der zweistöckigen Gebäude entlang des Boulevards, die in drei unabhängige, aber miteinander verbundene Kompositionen unterteilt ist, galt als Meisterwerk der Städteplanung im Empire-Stil.
Das Gebäude des Anwesens wurde in den Jahren 1988 bis 1990 untersucht und in den Jahren 1990 bis 1994 wurde der gesamte Komplex der Fassaden zum Twerskoi-Boulevard hin restauriert. Das Objekt sollte ursprünglich an die Künstlervereinigung (Союз художников России) vermietet werden, wurde jedoch an die von Andrei Dellos und Konstantin Ernst (Константин Львович Эрнст) gegründete Gesellschaft Cross Line («Кросс Лайн») zur Restaurierung und Schaffung eines „Kulturzentrums des russischen Altertums“ («Культурного центра русской старины») übergeben.
In den 2000er Jahren, nach einem Eigentümerwechsel, tauchte das Anwesen auf der Liste des Moskauer Kulturerbes unter der Bezeichnung auf: „Haus, frühes 19. Jahrhundert; erbaut unter der Aufsicht von Arch. O. I. Bove . Fassade“ («дом, начало XIX в. Построен под руководством арх. О. И. Бове. Стена») und wurde dann „aufgrund von Verlust“ («в связи с утратой» - «w swjasi s utratoi») komplett aus der Liste gestrichen.

### Restaurant
Man geht davon aus, dass sich die Gründer des Restaurants auf den Chanson Nathalie des Chansonniers Gilbert Bécaud bezogen haben, in welchem ein gewisses Café Pouchkine besungen wurde.
Der erste Direktor des Restaurants (1999–2004) war Alexander Saizew (Александр Зайцев), der Küchenchef Andrei Machow (Андрей Махов).
Am 6. Juni 2023 brach auf dem Dach des Gebäudes, in dem sich das Café Pushkin und das Restaurant Turandot («Турандот») befinden, ein Feuer aus. Auf dem Dach kam es zu einem offenen Brand. Mehr als 100 Menschen wurden aus den Restaurants evakuiert; es gab keine Verletzten. Am Tag nach dem Brand wurde das Lokal vorübergehend geschlossen.

## Eigentümer
Wie Kommersant unter Berufung auf Daten des Einheitlichen Staatlichen Registers juristischer Personen (Еди́ный госуда́рственный рее́стр юриди́ческих ли́ц, ЕГРЮЛ) berichtet, wurde Konstantin Ernst im Jahr 2021 Miteigentümer des Restaurants und besaß einen Anteil von 25 % der Gesellschaft. Ernst wurde alleiniger Eigentümer von Ekrimtor LLC («Экримтор»), das 25 % von Mone LLC («Моне») besitzt. Die restlichen 75 % der Anteile gehören dem Restaurantgründer Andrei Dellos. Vor Ernst war der Gründer von Ekrimtor LLC das in Zypern registrierte Unternehmen Argenziano Trading Ltd, dessen Eigentümer Lengton Services Ltd von den Britischen Jungferninseln war. Gleichzeitig wurde Medienberichten zufolge das Restaurant „Cafe Pushkin“ von Andrei Dellos zusammen mit Konstantin Ernst gegründet, wofür es jedoch keine dokumentarischen Beweise gab.

## Küchenchef
Andrei Machow (* 1965) leitet seit der Gründung des Restaurants die Küche im Café Pushkin. Er erhielt einen Abschluss als Koch von der Kochschule Nr. 165 (кулинарное училище № 165), die er mit Auszeichnung abschloss. Anschließend studierte er an der Russischen Wirtschaftsuniversität Plechanow (Fakultät für Technologie und Organisation der öffentlichen Gastronomie – факультет технологии и организации общественного питания). Er arbeitete in der Lebensmittelfabrik (Kombinat) MK CPSU (питания МК КПСС) und dann in den 1980er Jahren in Genossenschaftscafés (кооперативных кафе). Seit 1991 war er Koch im Hotel Metropol und wurde 1997 zum Küchenchef ernannt. Im selben Jahr organisierte er das Festival der Russischen Küche in Monte Carlo (фестиваль русской кухни в Монте-Карло) und sein Team von Köchen gewann Gold- und Silbermedaillen beim Wettbewerb Salon Culinaire-97 («Салон Кулинэр-97») in Moskau. Bei der Weltolympiade der Köche 2000 in Erfurt führte er das Team an, das in der Kategorie „Nationales Mittagessen“ eine Bronzemedaille gewann. Er absolvierte Praktika in Restaurants in Deutschland, Österreich, der Schweiz, Monaco, Belgien, England und Italien. Er ist Mitglied der National Chefs Guild (Национальная гильдия шеф-поваров).

## Russisch-französische Beziehungen
Im Jahr 2010 eröffnete Dellos in Paris die Konditorei Café Pouchkine im Kaufhaus Printemps am Boulevard Haussmann 64. Das Interieur der Pariser Konditorei ist mit Stahl- und Bronzegussteilen aus Tula (тульским литьём) im Empire-Stil dekoriert. Im Jahr 2013 wurde eine weitere Patisserie in Paris in der Rue Franc Bourgeois 2 und im Jahr 2015 am Boulevard Saint-Germain 155 eröffnet (beide wurden wieder geschlossen). Ende November 2017 wurde das Flaggschiff-Restaurant „Café Pushkin“ am Place de la Madeleine eröffnet. (es wurde im März 2022 nach dem Beginn der russischen Invasion in der Ukraine geschlossen). Zuvor wurde der Hauptsitz der Kette in Montreuil an Maison Landemaine verkauft.
Im Februar 2013 tourte der Chefkoch Guy Martin durch das Café Pushkin und präsentierte den Besuchern drei Tage lang die französische Haute Cuisine.

## Auszeichnungen und Bewertungen
Im Jahr 2007 wurde es als erstes Restaurant in Russland in die erweiterte Liste (den zweiten Teil) der Bewertung „The World’s Best Restaurants“ aufgenommen und belegte den 62. Platz. Im Jahr 2011 belegte es im gleichen Ranking Platz 93.
Das Restaurant Café Pushkin wurde vom Gastronomieführer Gault & Millau in die Top 50 der besten Restaurants Moskaus aufgenommen (14,5 von 20 Punkten).
Im Jahr 2020 führte das Restaurant die Rangliste der 30 besten Restaurants in Moskau des Forbes-Magazins an (Platz 1). 2019 belegte das Restaurant laut Forbes-Magazin den 7. Platz unter den Moskauer Restaurants.
Im Oktober 2021 erhielt das Restaurant Café Pushkin eine Empfehlung vom Guide Michelin.

## In den Medien
Basierend auf Gesprächen, die in dem Restaurant mitgehört und in dem Artikel „Köstliche Gespräche“ («Вкусные разговоры» - Wkusnyje rasgowory) in der Zeitschrift „Bolschoi Gorod“ (Большой город) veröffentlicht wurden, entstand der Film „Bis dass die Nacht uns scheidet“ («Пока ночь не разлучит» Poka notsch ne raslutschit).